# Raymond Roussel
Raymond Roussel (ur. 20 stycznia 1877 w Paryżu, zm. 14 lipca 1933 w Palermo) – francuski pisarz.
Roussel, pochodzący z bogatej rodziny, za życia nie zyskał wielkiego uznania. Książki publikował własnym sumptem, spotykały się one jednak z niewielkim odzewem czytelników. Najważniejsze jego utwory (Impressions d’Afrique i Locus Solus) powstały w drugiej dekadzie XX wieku. Dzięki wyobraźni i zastosowanej technice pisarskiej został dostrzeżony przez surrealistów. Ponownie odkryto go w latach 50. i 60., kiedy to pochlebnie o jego twórczości wypowiadali się Alain Robbe-Grillet, twórcy związani z OuLiPo, a Michel Foucault poświęcił mu osobną pracę (Raymond Roussel, 1963). Książkę przedstawiającą sylwetkę i twórczość Francuza wydał również Polak Bogdan Banasiak. Tom Słońce ekstazy, noc melancholii. Rzecz o Raymondzie Rousselu ukazał się w 2007 roku (Thesaurus, Łódź-Wrocław).
Locus solus, najbardziej znana jego książka i jedyna przetłumaczona na język polski, to opowieść o tytułowym parku - posiadłości pełnej cudów techniki i miejsc magicznych. Powieść stała się inspiracją dla wielu późniejszych twórców. W numerze 9/1974 (41) periodyku Literatura na Świecie znalazł się także fragment utworu Impressions d’Afrique (jako "Wrażenia z Afryki") w tłumaczeniu Cezarego Rowińskiego. 
Numer nr 09-10/2007 (434-435) z roku 2007 periodyku Literatura na Świecie został poświęcony Rousselowi. Składają się na niego m.in. Zielonkawa skóra dojrzałej śliwki (przeł. Adam Zdrodowski), Słoneczny pył (przeł. Maryna Ochab), W Hawanie i Dokumenty mające służyć za kanwę (przeł. Andrzej Sosnowski) tego autora oraz wspomnienia, eseje i artykuły poświęcone jemu i jego twórczości m.in. Salvadora Dalego, André Bretona, Johna Ashbery'ego, Philippe'a Soupaulta i Michela Leirisa.